# Шевченкове (Нікопольський район)
Шевче́нкове (в минулому — Ейгенгрунд, Мар'їн Дар, Шарапівка) — село в Україні, в Нікопольському районі Дніпропетровської області. Входить до складу Першотравневської сільської громади.
Колишній орган місцевого самоврядування — Шевченківська сільська рада. Населення — 453 мешканця.

## Географія
Село Шевченкове знаходиться на березі річки Базавлук, вище за течією на відстані 3 км розташоване село Лошкарівка, нижче за течією на відстані 1 км розташоване село Крутий Берег.

## Історія
Станом на 1886 рік у німецькій колонії Ейгенгрунд Миколайтальської волості Катеринославського повіту Катеринославської губернії мешкало 276 осіб, налічувалось 34 дворових господарства, існувала школа.
7 (20) листопада 1917 року, відповідно до Третього Універсалу Української Центральної Ради, увійшло до складу Української Народної Республіки.  
12 червня 2020 року, відповідно до розпорядження Кабінету Міністрів України № 709-р від «Про визначення адміністративних центрів та затвердження територій територіальних громад Дніпропетровської області», увійшло до складу Першотравневської сільської громади.
19 липня 2020 року, в результаті адміністративно-територіальної реформи і ліквідації Нікопольського району(1923—2020), село увійшло до складу новоутвореного Нікопольського району.

## Об'єкти соціальної сфери
- Школа.

## Релігія
1 серпня 2019 року перша громада храму на честь преподобного Серафима Саровського (вул. Калинова, 7) перейшла з Московського Патріархату до Православної церкви України.